# La Señora
La Señora va ser una sèrie dramàtica de televisió produïda per Diagonal TV per a La 1, es va estrenar el 6 de març de 2008 i va arribar a la seva fi el 18 de gener de 2010. Es va emetre a raó d'un episodi per setmana. La sèrie es va rodar en Astúries, Sepúlveda i Navalcarnero. En molt poc temps es va convertir en la sèrie estrella de la nit dels dilluns, superant a CSI.
La segona temporada de la sèrie es va estrenar l'1 de juny de 2009 fins al 9 de novembre de 2009 sent líder indiscutible de la nit dels dilluns.
La tercera temporada es va estrenar directament després del final de la segona, el 16 de novembre de 2009, amb excel·lents dades d'audiència i convertint la sèrie, una vegada més, en la més seguida del prime-time del dilluns. Amb el cessament de la publicitat en la cadena pública a principis de 2010, l'audiència de la sèrie no va deixar de pujar, superant amb tota comoditat els quatre milions de teleespectadors.
La sèrie es va acomiadar definitivament de la seva audiència el 18 de gener de 2010, superant els cinc milions de teleespectadors.
Després del final de la sèrie, s'ha realitzat un spin-off anomenat 14 de abril. La República en el qual apareixen alguns personatges de la sèrie.
Des del dilluns 19 de novembre de 2012, després del final de la sèrie Amar en tiempos revueltos, La 1 de TVE reposa des del seu primer capítol la sèrie, a raó d'un capítol per dia de dilluns a divendres, començant a les 16.30. Aquesta vegada La Señora no aconsegueix dades d'audiència tan alts com els de la seva predecessora. Després de la reposició dels 39 capítols, la sèrie acaba el dimarts 15 de gener de 2013 amb una audiència mitjana que s'ha mantingut constant entre el 11-12%. L'últim capítol va congregar a 1.530.000 espectadors i un 12% de quota de pantalla. La seva franja va ser ocupada per les reposicions de la sèrie Herederos.
El juliol de 2024 es va estrenar a À Punt.

## Personatges
- Victoria Márquez de la Vega, Marquesa de Castro (Adriana Ugarte): Victoria és una senyoreta de províncies, crescuda en el si d'una acomodada família burgesa. Comparteix amb Ángel la seva orfandat, ella de mare, també des de molt nena. Li separa d'ell la seva procedència: s'ha criat en el si d'una acomodada família i ha desenvolupat una personalitat independent i decidida que la porta a posar-se al capdavant, juntament amb el seu germà, dels negocis familiars (una pròspera mina i unes drassanes), cosa poc habitual en l'època. Acaba per casar-se amb Gonzalo. Al final de la tercera temporada, es produeix una explosió a la mina quan Victoria està visitant als seus obrers i una prestatgeria cau sobre ella. Agonitzant, Victoria li demana a Ángel que cuidi de la nena... poc després La Senyora exhala el seu últim sospir en braços del seu estimat.
- Ángel González Ruiz (Rodolfo Sancho): Orfe de pare des de molt nen i d'orígens humils, heretarà el compromís del seu pare amb els treballadors, però també, influenciat per la seva creient mare, la vocació que finalment el convertirà en sacerdot.
- Gonzalo López, Marquès de Castro (Roberto Enríquez): D'origen humil i envoltat de misteri, és un home fet a si mateix, disposat a tot per aconseguir el que s'ha proposat. Va estar casat amb Irene, filla del Marqués de Castro, la seva segona esposa és Victoria. El que per sang i llinatge li ha estat negat, tractarà de suplir-ho amb els seus triomfs en els negocis. Els Castro mai van gaudir d'un moment tan fructífer com el que tenen des que Gonzalo gestiona els negocis de la família. És soci del pare de Victoria.
- Irene de Castro y de la Fuente (Ana Turpin), és la filla de l'anterior Marquès de Castro, primera esposa de Gonzalo i fascinada amb ell, va ser cruel i agressiva amb la seva germanastra Catalina. Va morir a causa de la complicacions d'un part del qual va néixer un fill, també mort.
- Catalina de Castro y de la Fuente (Laura Domínguez), fatalment enamorada del marit de la seva germana, és la filla il·legítima del Marquès de Castro i una criada. Molt diferent de la seva germana: Irene és bella i elegant; Catalina és robusta i poc agraciada. Es va suïcidar enverinant-se, per a evitar que la matés el seu cunyat.
- Pablo Márquez de la Vega (Alberto Ferreiro), el germà idealista de Victoria. Un jove impulsiu i vehement que s'involucrarà en la lluita dels moviments socials de l'època.
- Encarna Alcántara Prieto (Lucía Jiménez), una noia del poble, de família molt humil. Decidida i voluntariosa, il·lustra a les que es convertiran en dones revolucionàries de la Segona República. Coincidirà amb Pablo i sentiran una mútua atracció.
- Alicia Santibáñez (Carme Conesa), dona madura que regenta el major prostíbul de la comarca. Confident de Gonzalo, client habitual del local, és independent i implacable en els negocis.
- Vicenta Ramírez (Ana Wagener), forma part del personal de servei de la família Márquez. És com una mare per a Victoria i Pablo.
- Adelina (Berta Ojea): cuinera de la casa de la família Márquez.
- Rosalía (Inma Cuevas): forma part del personal de servei de la casa de la família Márquez. Neboda d'Adelina.
- Ricardo Márquez González (Alberto Jiménez), pare de Victoria i Pablo. Un burgès liberal que va fer fortuna a Cuba. La seva dona va morir deixant al seu càrrec als seus dos fills, als quals ha procurat tot tipus d'atencions i la millor educació.
- Salvador González Ruiz (Raúl Prieto), és el germà d'Ángel. Del seu pare no sols ha heretat el nom sinó també les seves fermes conviccions anarquistes.
- Amalia Ruiz (Pepa López): Mare d'Ángel. És una dona molt creient, enfront de les conviccions del seu marit, i està acostumada a treballar sense descans.
- Conchita (Claudia Giráldez): El contrapunt de Vicenta. No vol perdre els millors anys de la seva vida al servei dels senyors.
- Justo Sanz (Pepo Oliva): Home callat i rude, també forma part del personal de servei, és l'encarregat de cuidar els animals. S'especula que ha tingut un passat delictiu. Viu una tímida història d'amor tardorenc amb Vicenta.
- Alejandro (Benito Sagredo): Metge especialitzat en l'atenció a dones. Sensible, culte i respectuós. S'enamora d'Encarna.
- Hugo de Viana (Raúl Peña): El promès perfecte de Victoria, bona planta, bona família. Amic de l'èxit fàcil sense esforç, està enamorat de la jove. Els seus negocis units als dels Márquez suposarien una fructífera societat.
- Isabelita (Carolina Lapausa): Amiga de Victoria Márquez des de la infància. Està enamorada d'Hugo de Viana.

## Episodis
| Temporada | Capítols | Estrena                | Final                 | Espectadors | Quota |
| --------- | -------- | ---------------------- | --------------------- | ----------- | ----- |
| Primera   | 1-13     | 6 de març de 2008      | 29 de maig de 2008    | 3.227.000   | 18,7% |
| Segona    | 14-30    | 1 de juny de 2009      | 9 de novembre de 2009 | 3.182.000   | 18,1% |
| Tercera   | 31-39    | 16 de novembre de 2009 | 18 de gener de 2010   | 4.034.000   | 20,3% |

## Judici per plagi
Al febrer de 2010, l'escriptora Susana Pérez-Alonso va denunciar davant la Fiscalia Superior del Principat d'Astúries que la sèrie La Señora, idea original de Virgina Yagüe i produïda per Diagonal TV per a La 1, podria tractar-se d'un plagi d'una de les seves obres, Melania Jacoby, que va començar a escriure a la fi de 2005 i que encara no havia estat publicada. Després de decretar-se obertura de judici oral, el 16 de juny de 2015 el judici va quedar vist per a sentència en el Jutjat d'Instrucció número 25 de Madrid. La sentència, feta pública el 27 de juliol de 2015, absol a la guionista Virginia Yagüe de l'acusació de plagi, assenyalant que la sèrie no "té semblança ni amb la trama ni amb els arguments" de la novel·la i les coincidències són "merament circumstancials". La sentència també assenyala que no s'ha pogut demostrar que la novel·la estigués escrita abans de l'emissió de la sèrie o que la guionista hagués accedit a ella, entenent que les coincidències assenyalades per la perit de l'acusació particular són "merament circumstancials, manquen de transcendència, i fins i tot suposen una banalitat en una acusació penal per plagi". La sentència absolutòria va ser ratificada el 12 de juliol de 2016 per la Secció 23 de l'Audiència Provincial de Madrid, que va desestimar el recurs de la demandant.

## Premis i candidatures
Fotogramas de Plata 2009
| Categoria                  | Persona        | Resultat   |
| -------------------------- | -------------- | ---------- |
| Millor actriu de televisió | Adriana Ugarte | Guanyadora |

XVIII Premis de la Unión de Actores
| Categoria                                 | Persona          | Resultat   |
| ----------------------------------------- | ---------------- | ---------- |
| Millor actor protagonista de televisió    | Roberto Enríquez | Nominat    |
| Millor actriu secundària de televisió     | Ana Wagener      | Nominada   |
| Millor actriu de repartiment de televisió | Berta Ojea       | Guanyadora |

XIX Premis de la Unión de Actores
| Categoria                                 | Persona          | Resultat   |
| ----------------------------------------- | ---------------- | ---------- |
| Millor actriu protagonista de televisió   | Adriana Ugarte   | Guanyadora |
| Millor actor protagonista de televisió    | Roberto Enríquez | Guanyador  |
| Millor actriu secundària de televisió     | Carme Conesa     | Guanyadora |
| Millor actriu secundària de televisió     | Ana Wagener      | Nominada   |
| Millor actor secundari de televisió       | Víctor Clavijo   | Guanyador  |
| Millor actor secundari de televisió       | Raúl Peña        | Nominat    |
| Millor actriu de repartiment de televisió | Inma Cuevas      | Nominada   |
| Millor actor de repartiment de televisin  | Juan Meseguer    | Guanyador  |
| Millor actor de repartiment de televisin  | Alberto Rubio    | Nominat    |
| Millor actriuz revelació                  | Carolina Lapausa | Nominada   |

Altres
- Esment especial TV en el Festival Internacional de TV i Cinema Històric Regne de Lleó 2009 per a Roberto Enríquez
- Nominació a la Millor actriu protagonista de drama en els I Premis del Público TV per a Adriana Ugarte.[10]
- Nominació al Millor Actor Espanyol en els Premis CineyMás de TV per a Rodolfo Sancho.